# Marco Antonio Mandruzzato
Marco Antonio Mandruzzato (Treviso, 1923. május 16. – Milánó, 1969. október 31.) világbajnok, olimpiai ezüstérmes olasz párbajtőrvívó.